# Canarino scontento
Canarino scontento (The Discontented Canary) è un film del 1934 diretto da Rudolf Ising. È il primo cortometraggio d'animazione della serie Happy Harmonies, e il primo in assoluto prodotto dalla Metro-Goldwyn-Mayer (tramite lo studio di Harman e Ising). Fu completato nel giugno 1934 ma distribuito negli Stati Uniti solo 1º settembre.

## Trama
Vedendo gli uccelli volare fuori dalla finestra, un canarino desidera uscire dalla gabbia in cui è rinchiuso. Quando l'anziana proprietaria lascia accidentalmente la gabbia aperta, il canarino ne approfitta e vola via. Arrivato in un giardino, si imbatte in alcuni animali tra cui un gatto che lo insegue e quasi lo mangia. Il canarino viene però salvato da un fulmine che colpisce il parafulmini su cui il gatto ha avvolto la coda, facendo scappare via il felino dolorante. Capendo che il mondo esterno non è bello come se l'era immaginato, il canarino vola a casa e rientra nella sua gabbia.

## Distribuzione

### Edizioni home video
Il corto è stato distribuito in DVD in America del Nord dalla Warner Home Video il 7 agosto 2007, come extra nel secondo disco della Myrna Loy and William Powell Collection (dedicato a L'amante sconosciuta).